# Scytodes insperata
Scytodes insperata är en spindelart som beskrevs av Soares och Camargo 1948. Scytodes insperata ingår i släktet Scytodes och familjen spottspindlar. Inga underarter finns listade i Catalogue of Life.